# Eisaku Satō
Eisaku Satō (佐藤 榮作?, Satō Eisaku; Tabuse, 27 marzo 1901 – Tokyo, 3 giugno 1975) è stato un politico giapponese.

## Biografia
Ha ricoperto l'incarico di Primo ministro del Giappone dal 9 novembre 1964 al 7 luglio 1972, e per questo è stato il secondo Primo ministro più duraturo nella storia del Giappone. Nel 1974 ha ricevuto il premio Nobel per la pace come riconoscimento per l'adesione del Giappone al Trattato di non proliferazione nucleare.